# رینا اسامی
رینا اسامی (انگلیسی: Reina Asami؛ زادهٔ ۷ ژوئن ۱۹۸۳) بازیگر، و مدل (شخص) اهل ژاپن است.